# BBC Food
A BBC Food a BBC nemzetközi kereskedelmi televíziócsatornája volt, amely kizárólag a gasztronómiára fókuszált, de később egybeolvadt a BBC Lifestyle-lal. A csatorna tulajdonosa a BBC Worldwide volt, amely a BBC egyik kereskedelmi ága.

## Műsorai
A csatorna 2002-ben indult, és Dél-Afrikában, valamint Skandinávia egyes területein volt elérhető. Bár sok műsort a BBC készített, amelyeket más piacokon is bemutattak, más szolgáltatók tartalmai is adásba kerültek.

## Műsorvezetők
Ismert séfek a csatorna műsoraiban:
- Nigella Lawson
- Delia Smith
- Jamie Oliver
- Antonio Carluccio
- Antony Worrall Thompson
- Rick Stein
- Sophie Grigson
- Ken Hom
- Madhur Jaffrey
- Ainsley Harriott
- James Martin
- Gary Rhodes

## Kapcsolat más csatornákkal
A Good Food, egy Egyesült Királyságban, és Írországban sugárzó, szintén gasztronómiai csatorna közös vállalkozásba csatlakozott be, melynek tulajdonosai a BBC Worldwide és a Scripps Networks Interactive.

## Megszűnés
2008 szeptemberében Afrikában, ezen év decemberében pedig Skandináviában is megszűnt a csatorna sugárzása. A BBC Lifestyle-ba olvadt be, honlapja is megszűnt.

## Fordítás
Ez a szócikk részben vagy egészben  a   BBC Food című angol Wikipédia-szócikk fordításán alapul.  Az eredeti cikk szerkesztőit annak laptörténete sorolja fel. Ez a jelzés csupán a megfogalmazás eredetét és a szerzői jogokat jelzi, nem szolgál a cikkben szereplő információk forrásmegjelöléseként.